# العنف على المرأة في الفلبين

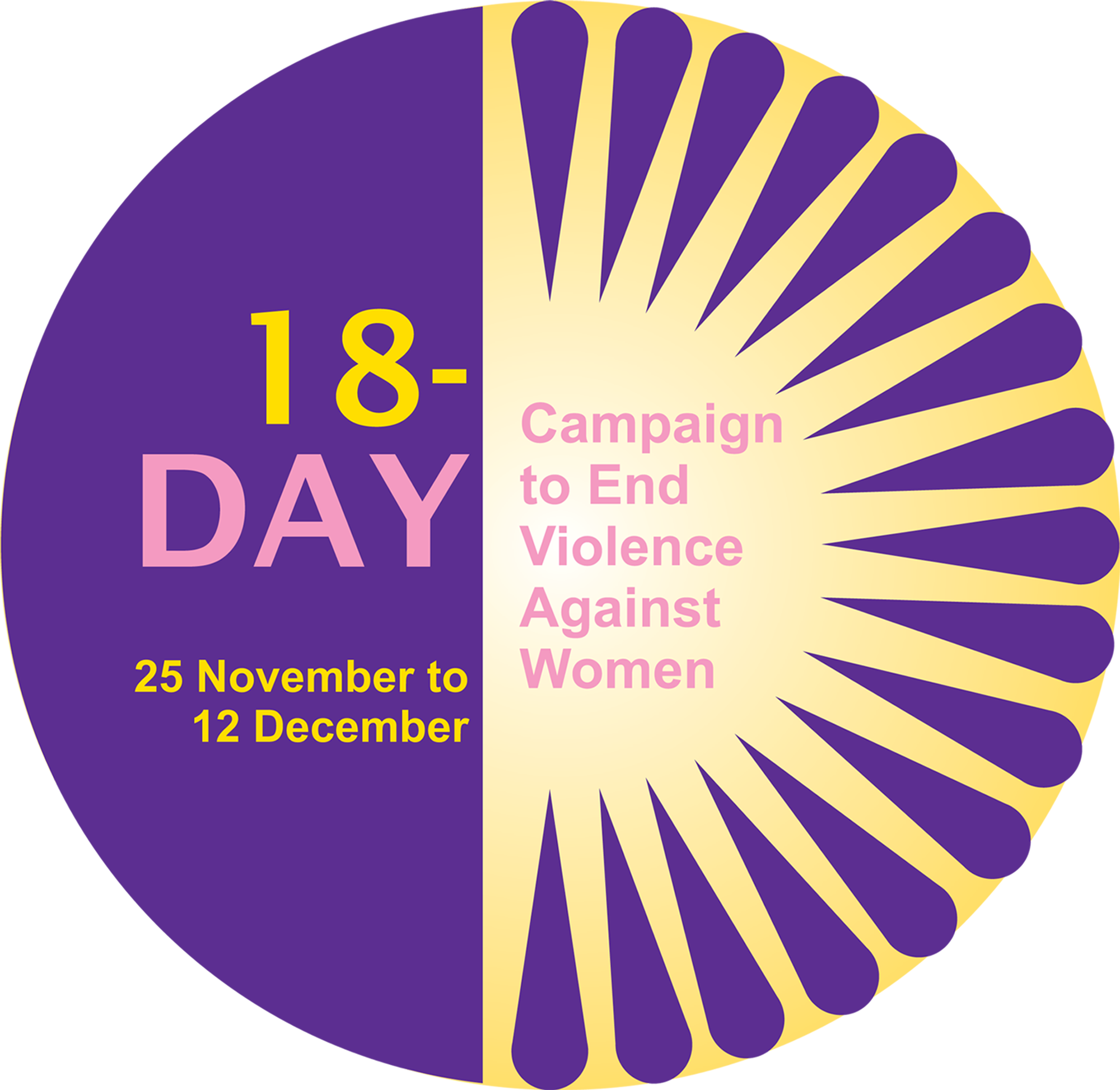
شعار تم استخدامه خلال حملة مناهضة العنف على المرأة لعام 2022 في جمهورية الفلبين.

يشمل العنف على النساء في الفلبين أشكالًا مختلفة من الانتهاكات القائمة على النوع الاجتماعي. ويُستخدم هذا المصطلح بشكل واسع ليشير إلى الإساءة اللفظية، والترهيب، والمضايقات الجسدية، والقتل، والاعتداء الجنسي، والاغتصاب. ويُعد هذا العنف موجهًا ضد النساء تحديدًا بسبب جنسهن.
بحسب المسح الوطني الديموغرافي والصحي لعام 2017 في الفلبين، تعرضت واحدة من كل أربع نساء متزوجات أو سبق لهن الزواج، أي بنسبة 26%، تتراوح أعمارهن بين 15 و49 عامًا، لشكل من أشكال العنف الجسدي أو الجنسي أو العاطفي من قبل الزوج أو الشريك. كما أفادت 20% من النساء بتعرضهن لعنف عاطفي، بينما تعرضت 14% لعنف جسدي، و5% لعنف جنسي على يد أزواجهن الحاليين أو آخر شركائهن.

## تاريخ

### ما قبل الاستعمار
في المجتمع الفلبيني ما قبل الاستعمار، تمتعت المرأة بفرص اجتماعية أوسع ومكانة مرموقة. فقد سُمح لها بتولي مناصب عليا داخل مجتمعاتها، حيث عملت كمعالِجات وكاهنات، وكان من الشائع أن تؤدي أدوارًا قيادية في القرى وحتى أن تشارك في القتال كمحاربة. في تلك الفترة، كان احترام النساء قيمة أساسية في المجتمع، وكان يُنظر إلى أي رجل يقلل من احترام المرأة نظرة سلبية من قبل الآخرين، إذ كان ذلك يُعد أمرًا لا يمكن تصوره.
ورغم أن الزعماء السياسيين والاقتصاديين للقرى كانوا غالبًا من الرجال، إلا أن النساء في ذلك الوقت كن يتمتعن بحقوقهن بالكامل. ومن أبرز هذه الحقوق:
- المساواة مع الزوج وتقاسم الشرف معه.
- الاحتفاظ باسمها قبل الزواج.
- حرية التصرف في الممتلكات التي جلبتها إلى الزواج.
- أن يتم استشارتها أو إبلاغها بأعمال زوجها وعقوده.
- الحق في تطليق الزوج في حال تعرضها لسوء المعاملة أو الإهمال.
- تولي مناصب قيادية في القرية.
- حرية إنجاب الأطفال سواء داخل إطار الزواج أو خارجه.
- الحق في تسمية أطفالها.

كانت المرأة الفلبينية تمارس هذه الحقوق بحرية تامة قبل استعمار البلاد من قبل الإسبان، والأمريكيين، واليابانيين. علاوة على ذلك، لعبت النساء دورًا بارزًا في الطقوس الدينية، حيث كن يشغلن مناصب كهنوتية مثل البابليين أو الكتلونية (الكاهنات). ويمكن القول إن الرجال والنساء في المجتمع الفلبيني ما قبل الاستعمار كانوا متساوين. أما بعد ذلك، فرغم التغيرات التي طرأت، بقيت المرأة الفلبينية قوية ونادرًا ما كانت تتعرض للإساءة أو التمييز.

### الفترة الاستعمارية

#### الاحتلال الاسباني (1565-1898)
بأمر من ملك إسبانيا، قاد فرديناند ماجلان حملة لاستكشاف أراضٍ جديدة لم تصلها أوروبا بعد. وفي 16 مارس 1521، وصل ماجلان إلى جزيرة سوجوبو، المعروفة اليوم باسم سيبو (انظر تاريخ الفلبين 1521-1898). حكمت إسبانيا الفلبين لأكثر من 333 عامًا، وخلال هذه الفترة، تعامل الإسبان مع الرجال والنساء الفلبينيين كمواطنين من الدرجة الثانية، حيث أطلقوا عليهم لقب إنديوس، معتبرين أنفسهم أكثر مكانة اجتماعية منهم. وفي سياق عملية الاستعمار، ارتكب الإسبان العديد من أعمال العنف على المرأة الفلبينية. ومع اندلاع الحرب الإسبانية الأمريكية عام 1898، ازدادت معاناة السكان، وخاصة النساء.  
توثق العديد من الروايات كيف تعرضت المرأة الفلبينية لشتى أنواع الاستغلال خلال الاحتلال الإسباني. فقد فقدت النساء العديد من حقوقهن، وخضعن لقيود مجتمعية صارمة. لم يكن مسموحًا لهن بالتعبير عن آرائهن أو المشاركة في اتخاذ القرارات. كما عملن في الزراعة جنبًا إلى جنب مع أزواجهن كفلاحات مقابل أجور زهيدة، ومع ذلك، كنّ يُعتبرن أدنى مرتبة من الرجال، وتعرضن للتمييز ليس فقط من قبل الرجال، بل أيضًا من قبل المؤسسات الاجتماعية، مثل الأسرة والكنيسة والمجتمع. وبينما كان الرجال الفلبينيون يُعتبرون فلاحين أو من الطبقة الدنيا، كانت النساء الفلبينيات أدنى مرتبة حتى من الفلاحين، وغالبًا ما تم التعامل معهن كعبيد.  
إلى جانب التمييز، تعرضت بعض الفلبينيات للانتهاكات من قبل رجال الدين الإسبان، حيث كانت حالات الاغتصاب والاعتداءات الجنسية داخل المؤسسات الدينية شائعة، خصوصًا ضد الفتيات الشابات.  
وخلال الحكم الإسباني الذي استمر 333 عامًا، خاض المستعمرون معارك ضد القراصنة الصينيين، والقوات الهولندية، والقوات البرتغالية، كما واجهوا ثورات محلية. بالإضافة إلى ذلك، شن المورو من غرب مينداناو وأرخبيل سولو غارات على المناطق المسيحية الساحلية في لوزون وفيساياس. ونتيجة لهذه النزاعات، وقع العديد من الفلبينيين في الأسر، وتم بيع العديد من النساء كعبيد للقوات المعارضة.  
ومع إحكام السيطرة الإسبانية على مختلف جوانب المجتمع الفلبيني، بدأت الهوية القوية للمرأة الفلبينية تتلاشى تدريجيًا. حيث رسخ الإسبان صورة نمطية جديدة لما يُسمى المرأة الفلبينية المثالية، والتي تمثلت في شخصية متدينة، خاضعة، ومطيعة. بينما مُنح الرجال فرصة الدراسة، اقتصر تعليم النساء على الدين والأعمال المنزلية. وأصبحت خيارات المرأة الفلبينية محدودة: إما أن تصبح راهبة أو زوجة. ومع مرور الوقت، استُبدلت صورة المرأة الفلبينية القوية بشخصية ماريا كلارا المثالية التي فرضها الإسبان. كما حُرمت النساء من شغل المناصب العليا، ومنعن من المشاركة في المناسبات العامة والسياسية. وهكذا، خلال فترة الاستعمار الإسباني، أصبحت النساء أقل شأنًا من الرجال، ما أدى إلى ترسيخ هيمنة الذكور وإرساء نظام أبوي لا تزال آثاره قائمة حتى اليوم.

#### الحكم الأمريكي (1898-1946)
في عام 1898، سيطرت الولايات المتحدة على الفلبين بعد هزيمة القوات الإسبانية الباقية في البلاد. ومع توقيع معاهدة باريس، تم تسليم الفلبين من قبل الإسبان للأمريكيين مقابل 20 مليون دولار. هذا وهاجم الفلبينيون، رغم أنهم لا يزالون يتعايشون مع حريتهم الجديدة، القوات الأمريكية الذين حاولوا فرض سيطرتهم علي البلاد (انظر الحرب الفلبينية الأمريكية).
في وقت الحرب الفلبينية الأمريكية، كما هو الحال مع جميع الحروب، كان هناك قدر هائل من سفك الدماء. تشير التقديرات إلى أن حوالي 1.5 مليون شخص ماتوا من إجمالي 6 ملايين شخص في الفلبين.فمن المدنيون الفلبينيون: توفي ما بين 250000-1000000، ويرجع ذلك إلى المجاعة والأمراض؛ بما في ذلك 200000 ماتوا بسبب الكوليرا. في حين أن هناك العديد من التقديرات للوفيات بين المدنيين، حتى أن بعضهم قد تجاوز عددهم المليون بالنسبة للحرب، إلا أن المؤرخين المعاصرون يشيرون بشكل عام إلى أن عدد القتلى يتراوح بين 200000- 1000000.
في أحد التقارير المٌعدة من قبل جندي أمريكي، ذكر أنه في مرحلة ما، أٌجبر الأمريكيون على حرق الأحياء حيث كان هناك الكثير من أنشطة التمرد. مما أسفر عن تعذيب الرجال والنساء على حد سواء على أمل أن يتمكنوا من الحصول على المعلومات التي يحتاجون إليها. وخلال الحرب، لم يقم الأميركيون بتجنب النساء، وبالتالي تم اغتصاب نساء فلبينيات (للحصول علي معلومات) أو إيذائهن جسدياً أو قتلهن. وبما أن الأزواج كانوا يخرجون للحرب، غالبًا ما تُركت النساء في المنزل وأصبحن أهدافًا سهلة لمختلف التجاوزات من قبل الجنود الأمريكيين. وفي أحد روايات الجنرال جاكوب سميث عن الحرب، قال إنه أمر الملازم والر بقتل وحرق جميع الأشخاص في بالانجيجا في مقاطعة سمر وعدم استقدام أي سجناء. حتى أنه قرر أن جميع أولئك القادرين على استخدام السلاح يجب أن يموتوا وأن يقتل كل شخص يبلغ من العمر 10 سنوات فما فوق. بشكل عام، يمكن ملاحظة أن المرأة الفلبينية قد تعرضت خلال الحكم الأمريكي في الفلبين للإساءة على نطاق واسع. حيث تداولت قصص الجنود الأمريكيين الذين إغتصبوا النساء الفلبينيات وسماعهم مرات لا حصر لها ولكن لا أحد يعرف إلى أي مدى أو إذا كان مبالغا فيه إلى حد كبير. في حين أن الأميركيين لم يأخذوا الكثير من السجناء خلال الحرب، لجأ الأميركيون إلى قتل الجميع تقريبا.
هذا وبجانب إراقة الدماء، ما زالت المرأة في الفلبين تعاني من التمييز. وقد ظهر مثال على هذا التمييز في المدارس العامة حيث لا يهتم المعلمين بفكرة المساواة بين الجنسين أو يؤيدونها. على الرغم من السماح للنساء بالتصويت، ما زالت الجمعية تفضل المرشحين الذكور ولم تسمح للنساء بالترشح للمناصب العامة. كما إعتقد الآباء الفلبينيين بأن إرسال بناتهم إلى التعليم الثانوي والجامعي كان هدراً. وكان هذا بسبب أن المرأة الفلبينية أثناء الاحتلال الأمريكي كانت تعتمد إلى حد كبير على زوجها. فوضعها في الحياة ينعكس فقط على صورة الرجل الذي ستتزوجه.  عندما مُنح النساء الحق في التعليم، كان لا يزال يٌنظر إلى المرأة على أنها أقل من الرجل. واضطرت المرأة الفلبينية إلى التوفيق بين دور الابنة والزوجة. وحتى إن ازدهر التعليم في البلد (مع زيادة معدل معرفة القراءة والكتابة)، فإن المساواة بين الجنسين لم تكن ناجحة. والنساء في الفلبين في ذلك الوقت ظلوا «غير أحرار» لأنهن بقين مقيدين ومُحددين  بتوقعات المجتمع.

#### الاحتلال الياباني (1942-1945)
بدأت حرب المحيط الهادئ بشكل رئيسي لأن اليابان - وهي قوة ناشئة في آسيا - كانت تسعي إلى «إنشاء إمبراطورية عظيمة». في الثامن من ديسمبر عام 1941، «هاجمت اليابان الفلبين هجومًا مفاجئًا دون سابق إنذار، بعد عشر ساعات فقط من الهجوم على بيرل هاربور». وبسبب انعدام وجود الأمريكيين في الفلبين، هبطت القوات اليابانية على خليج لينغايين واستمرت في احتلال باقي مانيلا. مع سقوط مانيلا على أيدي القوات اليابانية، غزت قوات «أرض الشمس المشرقة» كامل الفلبين، واحٌتلت من 1942-1945 (انظر الهجوم على بيرل هاربور).
خلال الاحتلال الياباني، تعرضت المرأة الفلبينية لسوء المعاملة والانتهاك بشكل كبير. في هذا الوقت بالذات في التاريخ، تعرضت النساء الفلبينيات للتهديد وأجبرن على العمل "كنساء للمتعة". عند وصولهم إلى البلاد، بنى اليابانيون "بيوت الاسترخاء" أو محطات الراحة حيث تم جلب النساء الكوريات والفلبينيات والصينيات وإجبارهن على الخدمة. من عام 1941 إلى عام 1942 أي عندما بدأ الجنود اليابانيون في غزو الفلبين - أٌخذت الآلاف من النساء الفلبينيات من منازلهن وأجبرن على توفير الجيش الإمبراطوري الياباني بجميع أنواع الخدمات الجنسية. لأن معظم الرجال كانوا في حالة حرب، تُركت النساء بلا حماية في منازلهن دون خيار سوى تقديم أجسادهن لليابانيين. في بعض الحالات، كان يتم قتل آباؤهن أو أزواجهن أمامهن (النساء) وأفراد أسرهن الآخرين".
يوجد الكثير من القصص لا حصر لها وشهادات من النساء تحكي القصص المروعة عن كيفية انتزاع النساء الفلبينات من الشوارع و "أُخذهن إلى معسكرات الجيش اليابانية أو الحاميات، التي كانت سابقاً تذبل مبني البلدية / المقاطعة والمنازل الخاصة الكبيرة ومباني المدارس الابتدائية / الثانوية والمستشفيات، في هذه المعسكرات، تعرضت النساء للإيذاء الجنسي والاغتصاب عادة من قبل مجموعة من الجنود اليابانيين. في كثير من الأحيان، كانت الفتيات الصغيرات "يتم توظيفهم" ليصبحن نساء للمتعة. تتراوح أعمار هؤلاء الفتيات بين 6 و 20 سنة. تراوحت مدة الحبس من ثلاثة أيام إلى أكثر من عام. تقول بعض القصص أنه إلى جانب الخدمات الجنسية، فعل اليابانيون أكثر من اغتصاب النساء. تعرضت المرأة الفلبينية لأنواع أخرى من العنف والأذى، لا سيما من الحبس والتجويع وسوء المعاملة. في بعض الحالات، وصل اليابانيون إلى حد قتل النساء اللاتي قتلن أو هربن.

### فترة ما بعد الاستعمار
لم يكن العنف على النساء واسع الانتشار أو علنيًا مقارنة بالسنوات التي كانت فيها الفلبين تحت حكم الإسبان والأميركيين واليابانيين.
بعد الحرب العالمية الثانية، أصبحت النساء أكثر اختلاطاً بالسياسة. ففي البداية، لم يكن الكثير من النساء حاضرات في السياسة العامة. في نهاية المطاف، انضمت العديد من النساء الفلبينيات إلى مجموعات أيديولوجية، بينما أصبحن الآخريات مقاتلات لحركات التمرد. ازدهرت مجموعات مختلفة مؤيدة للنساء مثل ماكاباكا (مالايانج كيلوسان نوغ باغونغ كابابايهان)، وكابابا (كاتيبونان نونغ باجونج بيلليبيناس)، وغابريلا (الجمعية العامة الملزمة للإصلاحات والنزاهة والمساواة والقيادة والعمل للنساء). ومع ذلك، لم يبق الكثير من هذه الحركات على مر السنين. فمعظم، إن لم يكن جميع المجموعات، قد تم حلها، إذ أن معظمها قد إختفي خلال نظام ماركوس (انظر تاريخ الفلبين (1965-1986)). كما تناثرت أعضاء الجماعة النسائية عبر الأحزاب السياسية المختلفة، في حين أن آخرين تضافرت مع غابريلا.
جلبت حقبة ما بعد الاستعمار "تناقضات أبوية ورموز ثنائية الانقسام للأنوثة المثالية والعاهرة المتدهورة، والفتوة الأنثوية والافتقار الأنثوي". تمت إزالة النساء في الفلبين من نموذج الحكم الأبوي الحاكم (ثلاث مرات استعمرت في عملية التاريخ، أولا من قبل الأبوية ثم من قبل المستعمرين ثم مرة أخرى من قبل بناة الأمة). "وبدلا من تصحيح الأخطاء التي تركها البطاركة المستعمرون،" استمر النظام الأبوي الوطني الإستعماري عن طريق تدنيس الجسد الأنثوي والحط من قدر النساء إلى مجرد جثث. ويشمل ذلك العرض التدربي للعنف على جسد الأنثى (وبالتالي) التي نفذها أصحاب السلطة في البلاد، بالإضافة إلى إستيراد المواد الإباحية، الآثار المشؤومة لذلك أنه سيتم نشره وإعادة سرده كحكاية أخلاقية لتهديد النساء إلى الخضوع والقهر ".
ورغم أن العنف على المرأة لم يكن متفشيا كما كان في السنوات السابقة، إلا أنه ما زال يحدث خلال فترة ما بعد الاستعمار حيث تواجه النساء في الفلبين التعرض للإيذاء الجنسي والمضايقة والاعتراض من قبل بقية المجتمع.

### التاريخ المعاصر
واليوم، يظل العنف على المرأة من أكثر القضايا المستمرة والمثيرة للجدل التي تواجهها الفلبين.
وفقا لاستبيان أجراه المكتب الوطني للإحصاء في عام 2008، فإن واحدة من كل خمس نساء فلبينيات تتراوح أعمارهن بين 15 و 49 عانين من العنف. عندما أجرت منظمة الإحصاء القومية الاستبيان الوطني الديمغرافي والصحي لعام 2008، ادخل الإستبيان أنواعًا مختلفة من العنف الذي عانته المرأة الفلبينية مرة واحدة على الأقل في حياتها. وكانت أنواع العنف التي أشير إليها هي: العنف الجسدي والعنف الجنسي والعنف الجسدي أثناء الحمل والعنف بين الأزواج.
وكشفت نتائج الإستبيان أن النساء في الفلبين يتعرضن لكل أنواع العنف.
وقيل إن 14.4 في المائة من النساء المتزوجات تعرضن لإيذاء بدني من أزواجهن، في حين باح حوالي الثلث (أو 37 في المائة) من النساء اللاتي انفصلن أو من الأُرامل بتعرضهن للإيذاء.
أما في مسألة العنف الجنسي، فقد واجهت واحدة من بين كل 25 امرأة في سن 15-49 (ممن مارسن الجنس) الإكراه على ممارسة الجنس مرة واحدة على الأقل.
كما أظهرت أرقام العنف الجسدي أثناء الحمل أن 4٪ من النساء (اللواتي سبق لهن الحمل) تعرضن للعنف الجسدي من قبل شركائهن خلال فترة الحمل. ازدادت حوادث سوء المعاملة ببطء مع عدد الأطفال الذين يعيشون، وانخفضت بشكل طفيف مع التقدم في السن ومستوى التعليم، وتدهورت كذلك باطراد مع تحسن مستوي الدخل.
وأخيراً، فيما يتعلق بالإساءة الزوجية، فإن 23 في المائة من النساء اللاتي تزوجن من قبل يعانين من أشكال عنف عاطفية وغير ذلك من أشكال العنف غير الشخصي.حيث  تعرضت واحدة من كل سبع نساء متزوجات من أي وقت مضى إلى إساءة المعاملة والعنف من قبل أزواجهن، بينما تعرض 8 في المائة للإيذاء الجنسي. كما تم العثور على أنماط في وتيرة العنف بين الزوجين مشابهة للعنف الذي تعاني منه النساء اللواتي تتراوح أعمارهن بين 15 و 49 (ولكن على الأرجح أعلى بين النساء المنفصلات والأرامل والمطلقات؛ المتزوجات حاليا المتزوجات أكثر من مرة، وفي منطقة كاراجا، وسط فيساياس، وفي SOCCSKSARGEN). وكشف الإستبيان أيضا أن العنف الزوجي انخفض مع ازدياد عمر الزوج والتعليم وزيادة الثروة.
في تقارير الشرطة الوطنية الفلبينية،  كشفت الإحصاءات أن هناك زيادة في حالات العنف على المرأة التي أبلغ عنها من 1997-2013.
وأفادت التقارير بأن عام 2013 شهد أكبر عدد من حالات العنف على المرأة في التاريخ. حيث ارتفع عدد حالات العنف على المرأة إلى 49.9 في المائة من عام 2012 إلى عام 2013. من هذه التقارير، تم تقديم 161717 حالة بموجب الشكوى أو انتهاك  طبقا للقرار الجمهوري 9262 (في عام 2013).
ووفقاً للمعلومات التي جمعها الحزب الوطني التقدمي، انتهاك القرار الجمهوري 9262 هو أبرز أنواع العنف على المرأة، وهو ما يمثل 57 في المائة من إجمالي عدد حالات العنف على المرأة المبلغ عنها. وتأتي الإصابات البدنية في المرتبة الثانية بعد أن تراكمت نسبة 19.7 في المائة من حالات العنف على المرأة المبلغ عنها.
ووجد أن الإقليم 6 (أوغرب فيساياس) قد سجل أعلى عدد من حالات العنف على المرأة المبلغ عنها في جميع أنحاء البلد في عام 2013، حيث سجلت 4833 حالة من الحالات المسجلة (التي تمثل 20.3 في المائة من إجمالي حالات العنف على المرأة المبلغ عنها في الفلبين). ومن بين أكبر عدد من حالات العنف على المرأة كان الإقليم 11 (دافاو) بنسبة 18.5 في المائة والمنطقة 7 (وسط فيساياس) بنسبة 14.5 في المائة. كانت المنطقة التي لديها أقل قدر من حالات العنف على المرأة المبلغ عنها هي منطقة الحكم الذاتي في مينداناو مسلم (ARMM) ب86 حالة فقط.
غير أن هذه التقارير لا تعني زيادة أو نقصان في حالات العنف على المرأة لأنها لا تعرض إلا الحالات التي أبلغ عنها للشرطة الوطنية. وهذا يعني أن حالات العنف على المرأة مستمرة في الزيادة أو أن الوعي بشأن العنف على المرأة أصبح أكبر.
أما بالنسبة للدراسة الاستقصائية للمجلس الوطني للإحصاء (NSCB)، فقد بحث المجلس ونظر في الأرقام المتعلقة بالعنف على المرأة في ظروف صعبة للغاية (أو WEDC). يشمل برنامج WEDC النساء ضحايا الاعتداء الجنسي والاعتداء الجسدي وسوء المعاملة والضرب والتجنيد غير القانوني والبغاء غير الطوعي والنزاع المسلح والاتجار بالبشر والاحتجاز وغيرهم مثل مرضى فيروس نقص المناعة البشرية والأمهات المهجورات والمحرومين عاطفيًا وغير المتزوجات والمُستغَلات جنسياً طواعيةً، وأهملت ضحايا الكوارث.
انخفض عدد WEDC الذين خدموا من قبل وزارة الرعاية الاجتماعية والتنمية (DSWD) (1998-2007) على مر السنين. أما الحالات الأكثر شيوعاً في WEDC هي النساء اللواتي يتعرضن للإيذاء الجسدي أو سوء المعاملة أو الضرب، تليها المجموعة التي تشمل مرضى فيروس نقص المناعة البشرية والمرهقات عاطفيًا والأمهات الذين تقطعت بهم السبل والأمهات غير المتزوجات وضحايا الكوارث المهملة والنساء اللواتي يتعرضن للإيذاء الجنسي.
اعتادت NCR أن تمتلك أكبر عدد من WEDC، ولكن في عام 2007، تفوقت المناطق الثالثه والعاشرة والتاسعه والسابعه والثامنه (بهذا الترتيب) على المنطقة في وجود فئة أكبر عدد من WEDC.
في عام 2007، كانت أكثر الحالات شيوعاً للإصابة بمرض WEDC من الاعتداء الجسدي أو سوء المعاملة أو الضرب منتشرة في المنطقة التاسعة، تليها المنطقة السابعة وجمهورية أفريقيا الوسطى والمنطقة الثالثة والمنطقة الثانية.
ووفقاً للـ NSCB، فإن عدد الفتيات اللاتي يتعرضن للإيذاء يفوق عدد الأولاد من الذكور. معظم هؤلاء الفتيات تتراوح أعمارهن بين 10 و 18 سنة.
وبصرف النظر عن أنواع العنف المذكورة أعلاه، فإن المرأة الفلبينية تتعرض للعنف، وتحديدا الهجوم على النساء في وسائل الإعلام. وتتزايد أعداد النساء اللواتي يجبرن على الظهور في المجلات أو يستخدمن أجسادهن مقابل النقود (أي الإباحية) أكثر فأكثر كل يوم. أكثر من المجلات وأشرطة الفيديو، تم استهداف العديد من النساء (وخاصة المشاهير) وتعرضوا لفضائح جنسية وتسريب  صورهم الخاصة (في كثير من الأحيان عارية) على شبكة الإنترنت. على أساس يومي أكثر، تتعرض المرأة الفلبينية أيضًا للعنف من خلال التحرش اللفظي في الشوارع بالإضافة إلى تعرضها للمضايقة وأو المضايقة الجنسية من قبل زملاء العمل وزملاء الدراسة والأصدقاء وحتى الغرباء أثناء التنقل ويحدث ذلك عندما «يصرخ الناس بلا مبرر والتعليقات الجنسية على النساء في الشارع».

## أثر العنف على المرأة
ضحايا العنف على المرأة غالبا ما تحمل ندوب نفسية من سوء المعاملة، وتطاردها مشاعر الخوف أو الخجل.
الأثر على الأفراد:
تختلف آثار العنف على المرأة بشكل كبير، وتعتمد "على طبيعة الحادثة وعلاقة المرأة مع المسيء لها والسياق الذي وقعت فيه. وعادة ما تختلف العواقب الجسدية والنفسية والاجتماعية لهذا النوع من "أعمال العنف".
فمن حيث آثاره الجسدية، فقد ارتبط العنف على المرأة بالعديد من العواقب الصحية الخطيرة مثل الإصابات البدنية والإعاقة والمشاكل الصحية المزمنة (على سبيل المثال: متلازمة الأمعاء المتهيجة  واضطرابات الجهاز الهضمي ومتلازمات الألم المزمن المختلفة وارتفاع ضغط الدم، وما إلى ذلك) والمشاكل الجنسية ومشاكل الصحة الإنجابية (مثل الأمراض المنقولة جنسيا وانتشار فيروس نقص المناعة البشرية (الإيدز) وحالات الحمل عالية الخطورة، وما إلى ذلك)، وفي الحالات القصوى، الموت.
بالإضافة إلى الآثار الجسدية، يعاني ضحايا العنف من مشاكل نفسية. وتشمل هذه التأثيرات القلق والخوف وعدم الثقة في الآخرين وعدم القدرة على التركيز والشعور بالوحدة واضطراب ما بعد الصدمة والاكتئاب والانتحار والأمراض النفسية الجسدية والانسحاب والكحول أو تعاطي المخدرات.
ونتيجة للعنف الذي يتعرضون له، يضطر الضحايا للتعامل مع الرفض والنبذ والوصمة الاجتماعية على مستوى المجتمع.
كما تؤثر أعمال العنف أيضا على الإنتاجية الكلية للمرأة. قد يمتد التأثير الاقتصادي للإساءة إلى خسائر في إمكانيات كسب المرأة. كما إن النساء اللواتي تعرضن للعنف قد يكون لهن مساهمة محدودة في المجتمع على وجه التحديد لأن «الضرر الذي لحق بثقتهن يؤدي إلى الخوف من الدخول في الأماكن العامة (وهذا غالباً ما يحد من تعليم النساء والذي بدوره يمكن أن يحد من فرصهن المنتجه للدخل)». ذلك وإن التأثير السلبي على الصورة الذاتية للمرأة يمنع الضحايا من تحقيق كامل إمكاناتهم وتحقيق الذات. قد يكون هذا جزئيا لأن الفتيات ضحايا العنف من المرجح أن يشعرن بالقلق أو الاكتئاب وغير قادرات على أداء أفضل ما في وسعهن. بسبب خبرتهم في عدم وجود سيطرة على أجسادهم، وهكذا يصبح العالم مكانًا مهدِّدًا حيث يتجنبون أي تحديات من أي نوع.

### يؤثر العنف على المرأة على جميع أفراد الأسرة
يتعرض الأطفال ضمن عنف الشريك الحميم في المنزل في صور شتى، فقد يكون:
1. قد أسيء إليهم.
2. لا يتلقون الرعاية الصحية.
3. لديهم مشاكل سلوكية وعاطفية وخاصة بالمدرسة.

وكمراهقين، هم أكثر عرضة لـ:
1. استخدام الكحول والمخدرات بطرق ضارة.
2. التدخين.
3. ممارسة الجنس بطريقة غير آمنه.

## التشريعات والقوانين
في عام 1937، مُنحت النساء في الفلبين حق التصويت لأول مرة من خلال مشروع قانون حق التصويت للمرأة (الذي تمت الموافقة عليه في استفتاء خاص بموجب قانون الكومنولث رقم 34).  وحتى ذلك الوقت، كانت النساء يتعرضن مراراً وتكراراً إلى العنف والإيذاء والتمييز في المجتمع.
قبل الموافقة علي القوانين الخاصة بالعنف على المرأة، لم يكن بوسع النساء سوى اللجوء إلى قانون العقوبات المعدل للدفاع عن حقهم. أما اليوم، فقدت أصدرت الحكومة الفلبينية العديد من التشريعات والقوانين التي تعالج مشكلة العنف على المرأة. ومن بين القوانين الفلبينية التي تهدف إلى حماية المرأة ما يلي: القانون الجمهوري رقم 9262، والقانون الجمهوري رقم 9710، وقانون الجمهورية رقم 8371.

### القانون الجمهوري رقم 9262
يُعرف قانون الجمهورية رقم 9262 باسم قانون مكافحة العنف على المرأة وأطفالها لعام 2004.  واعترافًا بـ «الحاجة إلى حماية العائلة وأفرادها خاصة النساء والأطفال من العنف والتهديدات لسلامتهم الشخصية وأمنهم»، تم التوقيع على القانون الجمهوري رقم 9262 من قبل الرئيسة السابقة جلوريا ماكاباجال أرويو في 2 مارس 2004.
بموجب القانون الجمهوري رقم 9262، يشير العنف على المرأة إلى «أي فعل أو سلسلة من الأفعال التي يرتكبها أي شخص ضد امرأة من زوجته أو زوجته السابقة ، أو ضد امرأة لها أو كان لها علاقة جنسية أو تاريخية أو مع لمن لديه طفل أو ضد طفلها سواء كان شرعياً أو غير شرعي، داخل أو خارج مسكن الأسرة، مما ينتج عنه أو يحتمل أن يؤدي إلى أذى أو معاناة جسدية أو نفسية أو نفسية  أو سوء استخدام اقتصادي بما في ذلك التهديد بمثل هذه الأعمال، الضرب أو الاعتداء أو الإكراه أو التحرش أو الحرمان التعسفي من الحرية».
وعلاوة على ذلك ، يمنح القانون رقم 9262 النساء وأطفالهن الحق في تقديم أمر حماية. أمر الحماية هو "أمر يصدر لغرض منع المزيد من أعمال العنف على المرأة أو طفلها ومنح الإغاثة الأخرى الضرورية". ويحمي أمر الحماية الضحية من المزيد من الضرر، مما يقلل من أي ضرر للضحية في الحياة اليومية وتسهيل فرصة وقدرة الضحية على استعادة السيطرة على حياتها بشكل مستقل. " أنواع أوامر الحماية التي يمكن إصدارها هي: أمر حماية المقاطعة (BPO)، أمر الحماية المؤقت (TPO)، وأمر الحماية الدائم (PPO).
بالنسبة إلى BPOs ، يتم إصدار الأمر عادةً من قِبل بانوج بارانجاي أو بارانجاي كاجاواد. يتوقع من مسؤولي بارانجاي أن «يردوا على الفور على طلب المساعدة أو طلب المساعدة أو حماية الضحية». وبالمثل، من المتوقع أن «يعتقلوا الجاني المشتبه به دون أمر قضائي عندما يحدث أي من أعمال العنف أو عندما يكون لديه / لديها معرفة شخصية بأن أي عمل من أعمال الإساءة قد ارتكب للتو، وهناك خطر وشيك على حياة الضحية أو طرفها.» يتم تغريم أي مسؤول تنفيذي أو منفذ قانوني يعجز عن الإبلاغ عن الحادث بغرامة لا تتجاوز P10000 و / أو كلما كان ذلك ممكنا، تنعقد المسؤولية الجنائية والمدنية  أو الإدارية.

### القانون الجمهوري رقم 9710
تُعرف قانون الجمهورية رقم 9710، المعروف باسم «قانون المرأة»، «دور المرأة في البناء الوطني وتضمن المساواة الجوهرية بين المرأة والرجل» في المجتمع. من خلال تفويض المرأة وتكافؤ الفرص لكل من النساء والرجال، يسلط القانون الجمهوري رقم 9710 الضوء على موقف الدولة، لا سيما فيما يتعلق بكيفية «إدانة الدولة للتمييز ضد المرأة في جميع أشكالها ومتابعتها».  وتم التوقيع على القانون الجمهوري رقم 9710 في 14 من أغسطس عام 2009 من قبل الرئيسة السابقة جلوريا ماكاباجال أرويو.
تتكون اللجنة من أحكام بشأن: (1) مبدأ حقوق الإنسان للمرأة (2) تعريف حقوق المرأة (3) الواجبات المتعلقة بحقوق الإنسان للمرأة (4) حقوق وتمكين المرأة (لا سيما أولئك المتأثرين بالمصائب أو الكوارث  أو في المناطق المهمشة أو في أوضاع صعبة بشكل خاص) (5) الآليات المؤسسية التي يتم من خلالها حماية حقوق المرأة والحفاظ عليها  وأخيراً (6) القواعد واللوائح التنفيذية المتعلقة ماجنا كارتا.

### القانون الجمهوري رقم 8371
يعرف القانون الجمهوري رقم 8371 باسم قانون حقوق الشعوب الأصلية لعام 1997. يسلط القانون رقم 8371، الذي تم توقيعه في 29 من أكتوبر عام 1997، الضوء على اعتراف الدولة بجميع حقوق المجتمعات الثقافية الأصلية / الشعوب الأصلية (ICC / IPs) وتعزيزها.
بموجب القانون الجمهوري رقم 8371، تشير ICC أو عناوين IP «إلى مجموعة من الناس أو مجتمعات متجانسة تم تحديدها من خلال إسناد الذات ونقضها من قبل الآخرين، الذين عاشوا باستمرار كمجتمع منظم على أرض محددة ومحددة مجتمعة، والذين لديهم، تحت دعاوى الملكية منذ زمن عريق، احتل، عادات  وتقاليد وغيرها من السمات الثقافية المميزة أو التي من خلال مقاومة الغايات السياسية والاجتماعية والثقافية للاستعمار والديانات غير الأصلية والثقافة، أصبحت متمايزة تاريخيا من غالبية الفلبينيين.».

### قوانين فلبينية أخرى
- من بين التشريعات التي ترتبط بالعنف على المرأة وتم الموافقة عليها من قبل الحكومة الفلبينية لحماية حقوق المرأة هي:
- قانون مكافحة التحرش الجنسي لعام 1995 (القانون الجمهوري رقم 7877).
- قانون مكافحة الاغتصاب لعام 1997 (قانون الجمهورية رقم 8353).
- قانون مكافحة الاتجار بالأشخاص لسنة 2003 (قانون الجمهورية رقم 9208).
- قانون مساعدة ضحايا الاغتصاب وحمايته لعام 1998 (قانون الجمهورية رقم 8505).
- قانون بناء المرأة في التنمية والأمة (قانون الجمهورية رقم 7192).
- قانون مناهضة استغلال الأطفال في المواد الإباحية لعام 2009 (قانون الجمهورية رقم 9775).
- الحماية الخاصة للأطفال من الاعتداء على الأطفال واستغلالهم والتمييز (قانون الجمهورية رقم 7610).
- قانون محاكم الأسرة لعام 1997 (قانون الجمهورية رقم 8369).
- قانون العقوبات المنقح (قانون الجمهورية رقم 3815).
- قانون الوالدية المسؤولة عن الصحة والصحة الإنجابية لعام 2012 (قانون الجمهورية رقم 10354).
- قانون العمال المنزليين (أو باتاس كاسامباهاي) (قانون الجمهورية رقم 10361).
- قانون رعاية الوالدين الوحيدين لعام 2000 (قانون الجمهورية رقم 8972).